# Aydın Polatçı
Aydın Polatçı (anglicky Aydin Polatci), (* 15. května 1977 v Istanbulu, Turecko) je bývalý turecký zápasník volnostylař, olympijský medailista z roku 2004.

## Sportovní kariéra
Začínal s tradičním tureckým zápasem "Yağlı güreş (olejový zápas)", ve kterém je přeborníkem své země. Volnému stylu se věnoval od 16 let v Ankaře pod vedením Turana Ceylana. Olympijských her se účastnil celkem třikrát. V roce 2000 a 2004 mu v lepším výsledku zabránil Artur Tajmazov z Uzbekistánu. V roce 2000 na olympijských hrách v Sydney ho Tajmazov nepustil ze skupiny a v roce 2004 ho porazil v semifinále na olympijských hrách v Athénách. V boji o třetí místo porazil Dagestánce Marida Mutalimova reprezentujícho Kazachstán a získal bronzovou olympijskou medaili. V roce 2005 vybojoval titul mistra světa a další dva roky se volnému stylu nevěnoval. Na žíněnku se vrátil s blížícími se olympijskými hrami v Pekingu, na které se bez potíží kvalifikoval. Ve čtvrtfinále mu však porážku z Athén vrátil Marid Mutalimov. Obsadil 9. místo.

## Výsledky
| Turnaj             | 1997            | 1998            | 1999            | 2000            | 2001            | 2002            | 2003            | 2004            | 2005            | 2006            | 2007            | 2008            |
| Turnaj             | 20              | 21              | 22              | 23              | 24              | 25              | 26              | 27              | 28              | 29              | 30              | 31              |
| Turnaj             | supertěžká váha | supertěžká váha | supertěžká váha | supertěžká váha | supertěžká váha | supertěžká váha | supertěžká váha | supertěžká váha | supertěžká váha | supertěžká váha | supertěžká váha | supertěžká váha |
| ------------------ | --------------- | --------------- | --------------- | --------------- | --------------- | --------------- | --------------- | --------------- | --------------- | --------------- | --------------- | --------------- |
| Olympijské hry     |                 |                 |                 | 11.             |                 |                 |                 | 3.              |                 |                 |                 | 9.              |
| Mistrovství světa  | —               | 5.              | 5.              |                 | 5.              | 3.              | —               |                 | 1.              | —               | —               |                 |
| Mistrovství Evropy | 4.              | 1.              | 2.              | —               | —               | —               | 5.              | 1.              | —               | —               | —               | 5.              |